# Calohystricia albosignata
Calohystricia albosignata là một loài ruồi trong họ Tachinidae.